# دنیس استراکوالورسی
دنیس استراکوالورسی (انگلیسی: Denis Stracqualursi؛ زادهٔ ۲۰ اکتبر ۱۹۸۷) بازیکن فوتبال اهل آرژانتین است که در پست مهاجم بازی می‌کند.
از باشگاه‌هایی که در آن بازی کرده‌است می‌توان به باشگاه فوتبال اتلتیکو تیگره، باشگاه ورزشی بنی یاس، باشگاه فوتبال لانوس، باشگاه فوتبال جیمناسیا لاپلاتا، باشگاه ورزشی سن لورنسو آلماگرو، و باشگاه فوتبال اورتون اشاره کرد.